# Primula longiscapa
Primula longiscapa är en viveväxtart som beskrevs av Carl Friedrich von Ledebour. Primula longiscapa ingår i släktet vivor, och familjen viveväxter. Inga underarter finns listade i Catalogue of Life.